# Phaeoceros
Phaeoceros és un gènere de plantes antocerotes de la família Anthocerotaceae que té com espècie tipus Phaeoceros laevis. Comprèn 48 espècies acceptades. Fou reconegut per primera vegada el 1951 per Johannes Max Proskauer.
És un gènere semblant a Anthoceros; presenta gametòfits de tal·lus foliós, ondulat, fi i de color verd fosc i uns esporòfits en forma de corn, el qual s'ennegreix quan madura. En estat fèrtil es pot distingir d'Anthoceros per les espores grogues que allibera la càpsula mentre que el gènere Anthoceros desenvolupa espores fosques. Quan la planta no és fèrtil es pot distingir d' Anthoceros per l'estructura dels cloroplasts, i per la manca de cavitats en el tal·lus.
És un gènere cosmopolita i dues espècies: Phaeoceros carolinianus i Phaeoceros laevis són autòcotnes de la península Ibèrica.
El seu nom significa "trompa groga" i fa referència a les espores grogues característiques que produeixen.